# オーシャンスプリングス (ミシシッピ州)
オーシャンスプリングス（英: Ocean Springs）は、アメリカ合衆国ミシシッピ州のジャクソン郡にある都市。人口は1万8429人（2020年）。メキシコ湾岸に位置している。統計上はパスカグーラ都市圏に含まれるが、西隣のビロクシと関係が深い。
オーシャンスプリングスの町は芸術の町という評判がある。その歴史あり隔絶された中心街は、ライブオークの街路樹のある通りと共に美術ギャラリーや店が幾つかある。また周辺の町でも比較的見られない民族料理レストランが多い。
オーシャンスプリングスは、全国的に知られた画家で壁画家でもあったウォルター・アンダーソンの誕生地である。アンダーソンは1965年に肺がんで死んだ。町ではピーター・アンダーソン祭やハーブ祭など幾つかの祭を開催している。
オーシャンスプリングスは2005年8月29日のハリケーン・カトリーナによって大きな被害を受け、海岸線にあったオーシャンスプリングス・ヨットクラブ、モーリパス砦の木造複製など多くの建造物が破壊され、その他の建物も内部に浸水して洗われてしまった。カトリーナによる高潮は高さ8.5mとなり、ビロクシとオーシャンスプリングスを繋いでいたビロクシ湾橋も破壊した。

## 歴史
フランスによるルイジアナ植民地（ヌーベルフランス）のモーリパス砦、すなわちオールド・ビロクシの開拓は、1699年4月に現在のオーシャンスプリングスで始まった。フランス国王ルイ14世の覇権下に、ピエール・ド・モワン・ダイバービルがモーリパス砦と命名した。フランス領ルイジアナでは初の恒久的な基地であり、フランスの植民地にスペインが侵入してくるのを防ぐ足がかりとして設立された。この場所は18世紀に入るまで維持されていた。
オーシャンスプリングスという名前は1854年にウィリアム・グロバー・オースティン博士が名付けた。博士は土地の泉が癒し効果があるものと信じた。オーシャンスプリングスは繁栄するリゾート町となり、数年後には歴史を感じさせる住宅地として生まれ変わった。町の歴史は、毎年モーリパス砦の複製近くでダイバービルの上陸を再現する形で祝われている。
植民地時代から現代まで海産物が喜ばれてきた。この地域の海産物が豊富だったので、フランス人やフランス系カナダ人の探検家や開拓者は、モーリパス砦、オールド・ビロクシ地域内で繁栄することになった。19世紀後半、海岸沿いで氷製造工場が発展して海産物の販売を増加させた。地元住民や観光客は現在も取れたてのエビ、カニ、牡蠣を購入できる。
2005年8月29日にハリケーン・カトリーナが上陸した後で、オーシャンスプリングスは国際的に注目された。ミシシッピ州メキシコ湾岸の一部として暴風に直接襲われ、かなりの被害を出した。アメリカ国道90号線を渡すビロクシ＝オーシャンスプリングス橋が破壊され、ハリケーンの被害として目につくものだったので、広くニュース映像に使われた。

### ビロクシ湾橋

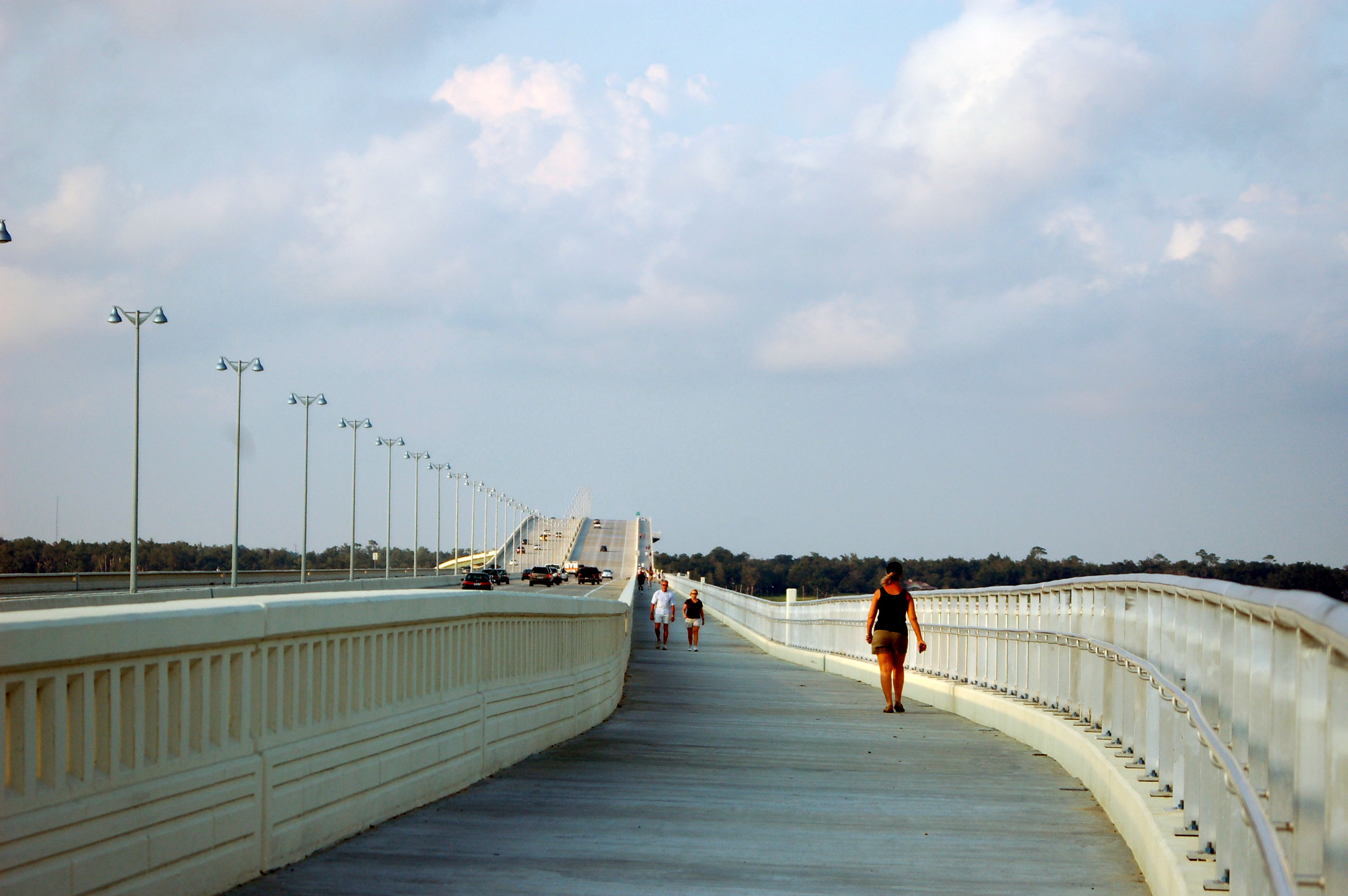
ビロクシ湾橋、ハリケーン・カトリーナの後の2008年に再建開通した

ハリケーン・カトリーナによる高潮は高さ28フィート (8.5 m) となり、ビロクシとオーシャンスプリングスを繋いでいたビロクシ湾橋も破壊した。この橋は1962年の開通であり、1969年のハリケーン・カミーユでも損傷を受けていた。その前は1930年に開通した戦争記念橋であり、これを置き換えたものだった。2007年時点で、橋の残骸の傍に置かれた艀のクレーンで、残骸のほとんどが除去された。この残骸はハリケーンの猛威を如実に物語るものであり、写真家のプロもアマも格好の被写体とした。新橋の建設は2008年4月に完了した。新しいビロクシ湾橋はメインスパンでの高さが95フィート (29 m) あり、6車線を通している。このうち2車線のみが2007年11月1日に開通した。この橋は設計・建設契約を行ったことで曲線の道路になっている。再建の工期を短縮するために橋の本体は、以前の橋の残骸とは離れた場所で建設された。アメリカ国道90号線の橋との接点はどちらも前の橋と同じ場所になった。

## 地理
オーシャンスプリングス市は北緯30度24分36秒 西経88度47分51秒 / 北緯30.41000度 西経88.79750度 (30.409948, -88.797422)に位置している。
アメリカ合衆国国勢調査局に拠れば、市域全面積は15.2平方マイル (39 km2)であり、このうち陸地11.6平方マイル (30 km2)、水域は3.6平方マイル (9.3 km2)で水域率は23.57%である。

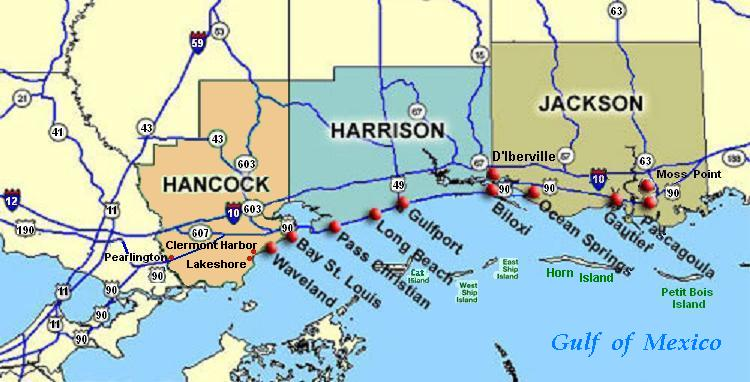
ミシシッピ州のメキシコ湾岸、オーシャンスプリングス市は東のジャクソン郡では西側。ビロクシより東、ゴウチェイより西にある

## 気候
| オーシャンスプリングスの気候 | オーシャンスプリングスの気候 | オーシャンスプリングスの気候 | オーシャンスプリングスの気候 | オーシャンスプリングスの気候 | オーシャンスプリングスの気候 | オーシャンスプリングスの気候 | オーシャンスプリングスの気候 | オーシャンスプリングスの気候 | オーシャンスプリングスの気候 | オーシャンスプリングスの気候 | オーシャンスプリングスの気候 | オーシャンスプリングスの気候 | オーシャンスプリングスの気候 |
| 月                           | 1月                          | 2月                          | 3月                          | 4月                          | 5月                          | 6月                          | 7月                          | 8月                          | 9月                          | 10月                         | 11月                         | 12月                         | 年                           |
| ---------------------------- | ---------------------------- | ---------------------------- | ---------------------------- | ---------------------------- | ---------------------------- | ---------------------------- | ---------------------------- | ---------------------------- | ---------------------------- | ---------------------------- | ---------------------------- | ---------------------------- | ---------------------------- |
| 最高気温記録 °F （°C）       | 81 (27)                      | 80 (27)                      | 90 (32)                      | 93 (34)                      | 97 (36)                      | 102 (39)                     | 100 (38)                     | 104 (40)                     | 98 (37)                      | 93 (34)                      | 87 (31)                      | 80 (27)                      | 104 (40)                     |
| 平均最高気温 °F （°C）       | 60 (16)                      | 63 (17)                      | 69 (21)                      | 76 (24)                      | 83 (28)                      | 88 (31)                      | 89 (32)                      | 90 (32)                      | 86 (30)                      | 79 (26)                      | 69 (21)                      | 63 (17)                      | 76.3 (24.6)                  |
| 平均最低気温 °F （°C）       | 45 (7)                       | 47 (8)                       | 53 (12)                      | 61 (16)                      | 68 (20)                      | 74 (23)                      | 76 (24)                      | 75 (24)                      | 71 (22)                      | 61 (16)                      | 53 (12)                      | 47 (8)                       | 60.9 (16)                    |
| 最低気温記録 °F （°C）       | 10 (−12)                     | 14 (−10)                     | 22 (−6)                      | 30 (−1)                      | 45 (7)                       | 55 (13)                      | 60 (16)                      | 61 (16)                      | 45 (7)                       | 32 (0)                       | 25 (−4)                      | 9 (−13)                      | 9 (−13)                      |
| 降水量 inch （mm）           | 5.07 (128.8)                 | 5.45 (138.4)                 | 6.11 (155.2)                 | 4.48 (113.8)                 | 4.57 (116.1)                 | 7.07 (179.6)                 | 7.13 (181.1)                 | 6.23 (158.2)                 | 5.58 (141.7)                 | 3.82 (97)                    | 4.75 (120.7)                 | 4.76 (120.9)                 | 65.02 (1,651.5)              |
| 出典：                       |                              |                              |                              |                              |                              |                              |                              |                              |                              |                              |                              |                              |                              |

## 人口動態

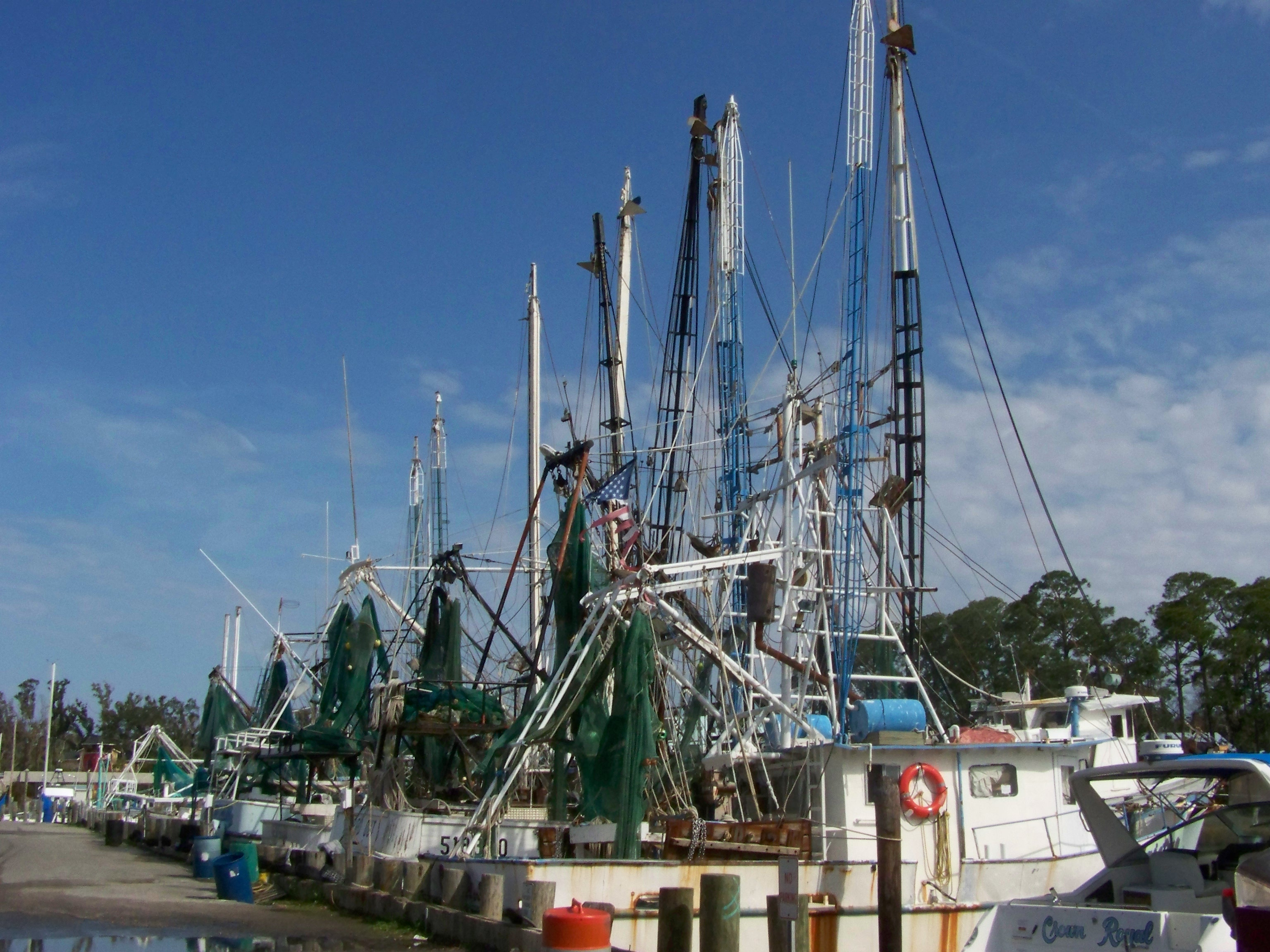
オーシャンスプリングスのエビ漁船（2008年）

以下は2010年国勢調査による人口統計データである。
| 基礎データ - 人口: 17,442 人 - 世帯数: 6,393 世帯 - 家族数: 4,717 家族 - 人口密度: 584.3人/km2（1,513.5 人/mi2） - 住居数: 7,814 軒 - 住居密度: 261.9軒/km2（678.3 軒/mi2） 人種別人口構成 - 白人: 85.4% - アフリカン・アメリカン: 7.4% - ネイティブ・アメリカン: 0.4% - アジア人: 3.1% - 太平洋諸島系: 0.1% - その他の人種: 1.3% - 混血: 2.2% - ヒスパニック・ラテン系: 4.2% 年齢別人口構成 - 5歳未満: 5.6% - 10-14歳: 6.7% - 15-19歳: 6.6% - 20-24歳: 4.8% - 25-29歳: 5.1% - 30-39歳: 11.8% - 40-49歳: 15.4% - 50-59歳: 14.8% - 60-69歳: 11.1% - 70歳以上: 11.6% - 年齢の中央値: 42歳 | 世帯と家族（対世帯数） - 18歳未満の子供がいる: 31.8% - 結婚・同居している夫婦: 51.2% - 未婚・離婚・死別女性が世帯主: 11.8% - 非家族世帯: 32.5% - 単身世帯: 27.1% - 65歳以上の老人1人暮らし: 12.5% - 平均構成人数 - 世帯: 2.48人 - 家族: 3.01人 収入と家計 - 収入の中央値 - 世帯: 59,516米ドル - 人口1人あたり収入: 33,107米ドル - 貧困線以下 - 対人口: 9.7% |

## 教育

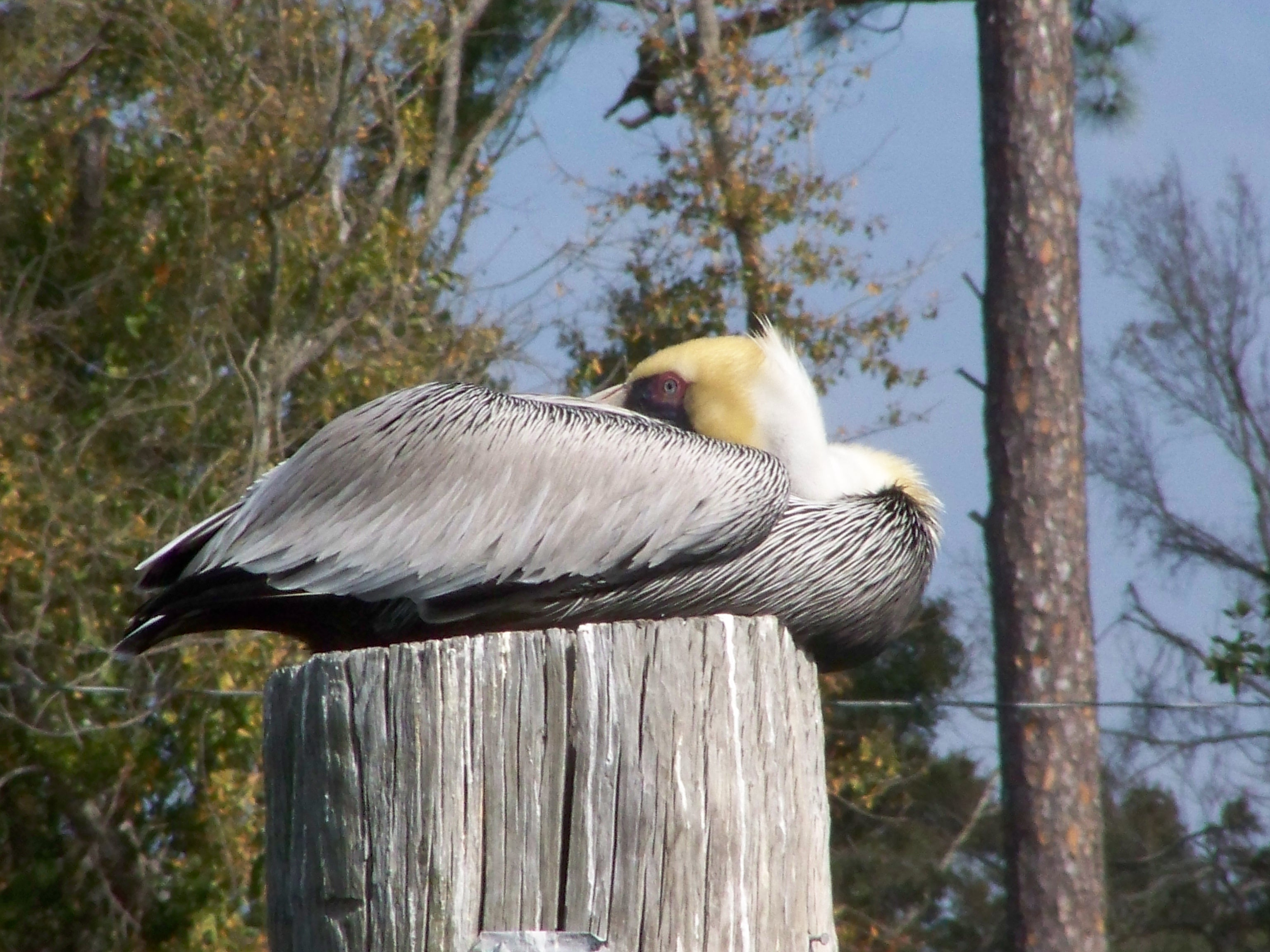
オーシャンスプリングスのペリカン

オーシャンスプリングスの公共教育は、オーシャンスプリングス教育学区が管轄している。

### 小学校
- ピーカンパーク小学校
- オークパーク小学校
- マグノリアパーク小学校
- オーシャンスプリングス上級小学校

### 中学校
- オーシャンスプリングス中学校

### 高校
- オーシャンスプリングス高校

## メディア
オーシャンスプリングスは、ガルフポート・ビロクシ・パスカグーラ・メディア市場に入っている。市内の主要日刊紙は「ミシシッピ・プレス」と「サン・ヘラルド」である。週刊紙では「オーシャンスプリングス・レコード」と「オーシャンスプリングス・ガゼット」の2紙がある。テレビ局は2局ある。